# Milchrättegången

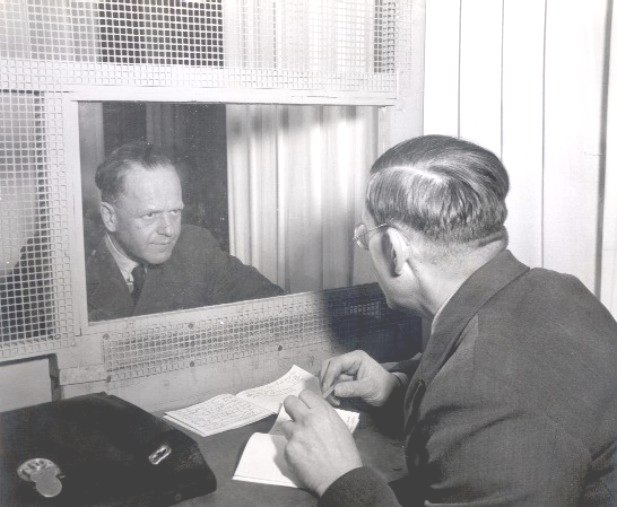
Erhard Milch (till vänster)

Milchrättegången (tyska: Milchprozeß), som pågick från 2 januari till 17 april 1947, var en av de följande 12 Nürnbergrättegångarna.
Milch anklagades för att ha använt 100 000 ungerska judar vid byggandet av bombsäkra fabriker och andra anläggningar. Han anklagades också för att ha deltagit i planering av anfallskrig mot Sovjet och använt ryska krigsfångar.
Han anklagades också för att ha deltagit i experiment vid flygning på höga höjder där fångar från Dachau använts som försöksobjekt.
Experiment hade också utförts på fångar när man undersökte möjligheten att rädda starkt nedkylda personer. Fångarna hade sänkts ned i 4 gradigt vatten. Vid dessa experiment hade man uppmätt så låga temperaturer som 26,5 grader Celsius i fångens kropp.
En amerikansk militärtribunal fann vid rättegång mot generalinspektören vid tyska flygvapnet (Luftwaffe), generalfältmarskalk Erhard Milch, skyldig till krigsförbrytelser och dömde honom till livstids fängelse. Han blev sedan benådad och fri 1954.